# Karl Lundborg
Karl Edvin Lundborg, född 3 januari 1893 i Malmö, död 1972, var en svensk målare, tecknare och grafiker. 
Han var son till muraren Magnus Lundborg och Emma Andersson och från 1924 gift med Lilly Lindoff. Lundborg studerade vid de tekniska yrkesskolorna i Malmö 1907-1908 och Karlskrona 1911-1913 samt för Birger Simonsson vid Valands målarskola i Göteborg 1918 och under studieresor till Frankrike, Nederländerna och Danmark. Separat ställde han ut på Svartbrödraklostret i Lund 1931. Han medverkade i samlingsutställningar med Skånes konstförening sedan 1917. Hans konst består av stilleben, landskap med motiv från skånska slätten, bondgårdar och pilevallar huvudsakligen i olja, akvarell eller i form av litografier. Han var medarbetare som tecknare i tidningen Arbetet 1921-1923 och som illustratör illustrerade han bland annat Nils Ludvig Olssons Di fåste fjerden 1921. Lundborg är representerad vid Trelleborgs museum och Trelleborgs lasarett.